# Allioniella
Allioniella là một chi rêu trong họ Sematophyllaceae.